# Hermann Grosser (Historiker)

Hermann Grosser beim Signieren des dritten Bandes der Appenzeller Geschichte an der Vernissage 1993.

Hermann Grosser (* 24. Juli 1911 als Klemens Hermann Grosser in Herisau; † 26. März 1995 in Appenzell; heimatberechtigt in Herisau) war ein Schweizer promovierter Historiker aus dem Kanton Appenzell Ausserrhoden. 1993 erhielt er den Innerrhoder Kulturpreis.

## Leben und Wirken
Hermann Grosser war der Sohn des Kaufmanns und Schuhhändlers Franz Xaver Grosser und der Maria Kreszentia Manser. Er wuchs als Teil der katholischen Minderheit in Herisau auf, wo er die Primar- und Realschule besuchte. Es folgte der Besuch des Kollegiums St. Antonius in Appenzell und weil dort 1931 noch kein Maturitätsabschluss zu erwerben war, wechselte er hierfür für die letzten zwei Jahre ans Kollegium St. Fidelis nach Stans. Ab 1933 studierte Hermann Grosser Allgemeine Schweizer Geschichte, Deutsche Literaturgeschichte und Historische Hilfswissenschaften an den Universitäten Bern, Freiburg i.Ue. und Zürich. Er schloss 1939 erfolgreich mit der bis heute unpubliziert gebliebenen Dissertation «Der Erziehungsrat des Kantons Säntis (1798–1803)» ab.
Während und nach dem Zweiten Weltkrieg hatte der junge Akademiker eine Anzahl verschiedener Anstellungen: als Hauslehrer in Dijon, als Kantonsschullehrer in St. Gallen und als Bibliothekar in Herisau und Wädenswil. Für einige Jahre war er im Eidgenössischen Bundesarchiv und in der Schweizerischen Landesbibliothek, beide in Bern, in verschiedenen Positionen tätig. 1948 heiratete Hermann Grosser die aus der Appenzell Innerrhoder Bergwirtefamilie Dörig stammende Emilia Berta Dörig. Die Eheleute liessen sich in Appenzell nieder, der Verbindung entsprossen drei Kinder.
1951 wählte der Grosse Rat von Appenzell Innerrhoden Hermann Grosser zum Ratschreiber von Appenzell Innerrhoden. Diese wichtige Stabstelle in der Kantonsverwaltung hatte er bis 1972 inne. Von 1951 bis 1985 war er ausserdem als Kantonsbibliothekar und von 1956 bis 1985 als Landesarchivar von Appenzell Innerrhoden tätig. Von 1972 bis 1988 konnte Grosser in einem Anstellungsverhältnis den dritten und letzten Band der Appenzeller Geschichte verwirklichen. Zusammen mit Mitautor Norbert Hangartner und drei weiteren Mitarbeitern bedeutet das 1993 erschienene Werk den ersten Versuch, die Geschichte Innerrhodens von der Landteilung 1597 bis zur Gegenwart in einer Gesamtschau zu erfassen.
Als Präsident des Historischen Vereins Appenzell wirkte Hermann Grosser von 1955 bis zu seinem Tod. Dabei zeichnete er verantwortlich für die Herausgabe von rund 35 Ausgaben der wichtigsten landeskundlichen Zeitschrift, dem Innerrhoder Geschichtsfreund. Ausserdem war er in dieser Funktion bis 1971 verantwortlich für die Sammlung des Heimatmuseums (heute Museum Appenzell). Neben einer Vielzahl von Publikationen besorgte Grosser auch für viele Jahre die Landeschronik für Appenzell Innerrhoden in den Appenzellischen Jahrbüchern. Als Denkmalpfleger war Hermann Grosser die Erhaltung und Pflege der historischen Bausubstanz ein wichtiges Anliegen. Für zahlreiche entsprechender Projekte leitete er Spendensammlungen und präsidierte Komitees.
Für sein vielfältiges kulturelles Wirken wurde Hermann Grosser 1993 mit dem Innerrhoder Kulturpreis der Stiftung Pro Innerrhoden geehrt. Er verstarb zwei Jahre später im Alter von 84 Jahren.

## Werke (Auswahl)
- Der Erziehungsrat des Kantons Säntis 1798-1803. Ein Beitrag zur Geschichte des Erziehungswesens zur Zeit der Helvetik in den Kantonen Appenzell und St. Gallen. 1939. (Diss. phil. Freiburg / Schweiz).
- Geschichte der appenzellischen Bibliotheken. Appenzell: Selbstverlag 1952. (Separatdruck aus: Appenzellische Jahrbücher 1951, H. 79).
- Die Geschäfte der Landsgemeinde von Appenzell I. Rh. der Jahre 1850 bis 1967. Appenzell: Ratskanzlei; Historischer Verein Appenzell 1967. (Separatdruck aus: Innerrhoder Geschichtsfreund 1967, H. 13).
- mit Beringer & Pampaluchi (Fotos): Appenzell. Genf: Editions Panoramic, Jean Moreillon 1974. (Die Kantone der Schweiz; 23).
- mit Johannes Duft: Das Bistum St. Gallen. St. Gallen: Verlag am Klosterhof 1993. ISBN 3-7190-1252-2. (Helvetia sacra Abt. 1, Bd. 2).
- mit Norbert Hangartner: Appenzell Innerrhoden. Von der Landteilung 1597 bis ins 20. Jahrhundert. Herisau: Kantonskanzlei; Appenzell: Ratskanzlei 1993. (Appenzeller Geschichte; 3).